# Novorossya

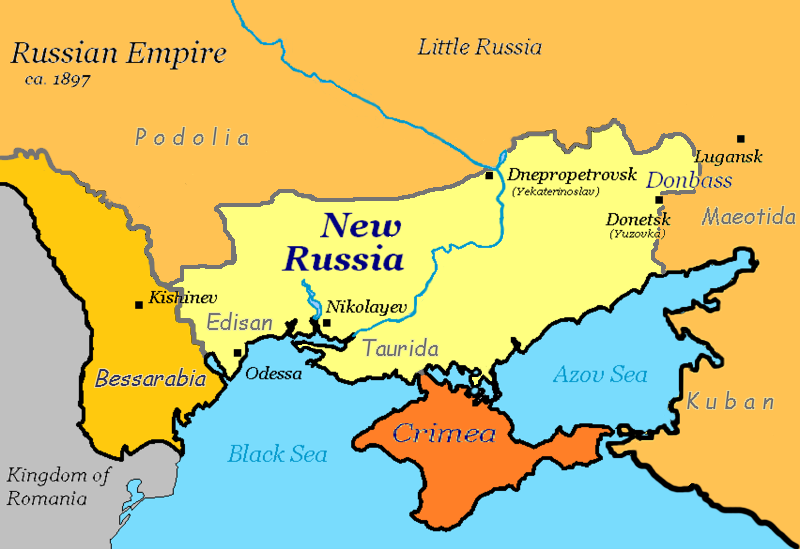
Bản đồ vùng đất Novorossiya

Novorossya hay Tân Nga nhưng đôi khi được gọi là Nam Nga (tiếng Nga: Новороссия / Новая Россия, tiếng Ukraina: Новоросія / Новая Русь; tiếng România: Noua Rusie) là một thuật ngữ lịch sử thể hiện vùng lãnh thổ phía Bắc biển Đen bị chinh phục bởi Đế quốc Nga vào cuối thế kỷ 18. Khu vực này hiện nay tương ứng với nam phần Ukraina, không bao gồm Bessarabia và Krym, là một lãnh thổ thuộc đế quốc Ottoman dần dần bị Nga chiếm đóng qua các cuộc chiến tranh Nga-Thổ Nhĩ Kỳ. Ở Ukraine, lãnh thổ này được biết đến nhiều hơn với tên gọi Stepovyna hoặc Nyz. Nó được thành lập như một tỉnh đế quốc mới của Nga vào năm 1764 từ các khu vực biên giới quân sự cùng với các phần của phía nam Hetmanate để chuẩn bị cho cuộc chiến với đế quốc Ottoman. Vùng đất tiếp tục được mở rộng bởi sự sáp nhập của Zaporizhian Sich vào năm 1775. Vào nhiều thời điểm khác nhau, nó bao gồm vùng Bessarabia của Moldavia, các vùng ven Biển Đen (Prychornomoria), Zaporizhzhia, Tavria, vùng ven biển Azov (Pryazovia) ngày nay của Ukraine, vùng Tatar ở bán đảo Krym, thảo nguyên Nogai ở sông Kuban, và vùng đất Circassia.
Khu vực này là một phần của Đế chế Nga cho đến khi chế độ quân chủ sụp đổ sau Cách mạng Tháng Hai Nga vào đầu tháng 3 năm 1917, sau đó nó trở thành một phần của Cộng hòa Nga tồn tại trong thời gian ngắn. Năm 1918, nó chủ yếu được đưa vào Nhà nước Ukraina và cùng lúc với Cộng hoà Xã hội chủ nghĩa Xô viết Ukraina. Trong các năm từ 1918 đến 1920, ở nhiều mức độ khác nhau, Novorossiya nằm dưới sự kiểm soát của các chính phủ thuộc lực lượng Bạch vệ chống Bolshevik ở miền Nam nước Nga mà thất bại cho thấy sự kiểm soát của Liên Xô đối với lãnh thổ, vốn trở thành một phần của Cộng hòa Xã hội Chủ nghĩa Xô viết Ukraina, thuộc Liên bang Xô viết từ năm 1922.

## Lịch sử

Lãnh thổ dưới quyền kiểm soát (màu đỏ) và nằm trong mục tiêu kiểm soát (màu cam) của các lực lượng Novorossiya tính đến 24 tháng 5 năm 2014

Novorossya là tên một lĩnh thổ của Đế quốc Nga tách ra từ Hãn quốc Krym - thực thể bị thôn tính vài năm sau Điều ước Küçük Kaynarca (1774) kết thúc Chiến tranh Nga-Thổ Nhĩ Kỳ. Người Nga nhanh chóng tràn ngập khu vực này và lập nên nhiều thành phố lớn, chẳng hạn như Odessa. Về sau vùng đất được sáp nhập vào Cộng hòa Xã hội chủ nghĩa Xô viết Ukraina. Sau khi Liên Xô sụp đổ, thuật ngữ Novorossiya lại bắt đầu được dùng trở lại để kêu gọi nền độc lập cho các lãnh thổ lịch sử tương ứng.
Trong một cuộc phỏng vấn vào năm 1994, nguyên thủ nhà nước ly khai Transnistria ở Moldova phát biểu rằng Transnistria là "một phần không thể chia cắt của các lãnh thổ miền nam của nhà nước của người Nga" bao gồm Odessa, Krym và các tỉnh khác của Ukraina, tức những thực thể hợp thành vùng đất Novorossiya. Dmitry Trenin từ Trung tâm Carnegie ở Moskva viết rằng vào năm 2003, một số học giả Nga đã thảo luận về ý tưởng thiết lập một nhà nước Novorossiya thân Nga ở miền nam Ukraina nhằm phản ứng lại các động thái nhằm đưa Ukraina vào NATO.
Thuật ngữ Novorossiya sớm được sử dụng trong cộng đồng người biểu tình chống Maiden sau biểu tình ủng hộ Liên minh châu Âu lật đổ chính phủ Ukraina vào năm 2014. Một tài khoản Twitter được lập về Novorossiya đã thu hút hàng ngàn người theo dõi trong kì cuối tuần đầu tiên. Trong số các cuộc đối thoại ở Genève (Thụy Sĩ) về giải quyết bất ổn gia tăng ở đông và nam Ukraina, Tổng thống Nga Putin đã lưu ý trong phiên hỏi-đáp rằng các phần ở đông và nam Ukraina nguyên thủy là thuộc Novorossiya và cho rằng đây là quyết định chuyển giao nó cho Ukraina là một sai lầm lịch sử.